# Tentative de coup d'État de 1995 au Pakistan
Une tentative de coup d’État a été déjouée le 26 septembre 1995 au Pakistan. Menée par des généraux de l'armée pakistanaise, elle aurait visé à renverser le second gouvernement de Benazir Bhutto et le chef de l'armée Abdul Waheed Kakar.
Les principaux accusés seraient proches des milieux islamistes soutenus par l'armée, notamment le groupe armé Harkat-ul-Jihad-al-Islami. Ils auraient ainsi cherché à déclencher une opération militaire pour soutenir l'insurrection au Jammu-et-Cachemire ainsi que créer un régime religieux au Pakistan. 

## Contexte
À la suite des élections législatives anticipées de 1993, le Parti du peuple pakistanais retrouve sa majorité à l'Assemblée nationale et sa dirigeante Benazir Bhutto son poste de Première ministre qu'elle avait occupé entre 1988 et 1990. La décennie (1988-1999) est en effet marquée par une instabilité politique depuis le retour à la démocratie. Le pays sortait alors de près de onze années d'un régime militaire et islamiste dominé par Muhammad Zia-ul-Haq, chef de l'armée auteur d'un coup d’État contre le Premier ministre Zulfikar Ali Bhutto.
Consciente de nécessaires bonnes relations avec les militaires, Benazir Bhutto n'interfère pas dans leurs domaines privilégiés, notamment la politique extérieure et les insurrections islamistes soutenues par l'armée en Afghanistan et dans le Cachemire indien. Elle soutient même cette politique en nommant notamment le général Nasrullah Babar ministre de l'Intérieur.

## Tentative de renversement de Bhutto
Au cours de l'année 1995, un groupe d'officiers fait pression au sein de l'armée pakistanaise pour que le chef de l'armée Abdul Waheed Kakar accorde un soutien militaire complet à l'insurrection au Jammu-et-Cachemire, au risque d'un affrontement avec l'Inde. Le 26 septembre 1995, l'armée arrête 42 officiers accusés d'avoir organisé un complot visant à assassiner les principaux membres de l'état-major le 30 septembre lors d'une réunion prévue au quartier-général de l'armée à Rawalpindi. Les putschistes auraient alors renversé le gouvernement de Benazir Bhutto et imposé un nouveau régime militaire au pays. Le but aurait également été de créer un califat alors que les officiers impliqués se sont associés avec des militants islamistes comme Qari Saifullah Akhtar, dirigeant du groupe armé Harkat-ul-Jihad-al-Islami.  
Le groupe de conspirateurs présumés aurait été mené par le major-général Zahirul Islam Abbasi et le brigadier Mustansar Billah notamment. L'affaire n'est toutefois rendue publique que le 14 octobre 1995 par Benazir Bhutto lors d'une conférence de presse.

## Suites
Les accusés sont jugés par le Field General Court Martial, une cour martiale. Après avoir terminé son enquête le 31 décembre 1995, la juridiction rend sa décision le 30 octobre 1996. Zahirul Islam Abbasi est condamné à sept ans de prison et tous ses biens sont confisqués, alors que Mustansar Billah est condamné à quatorze ans de prison et les principaux autres accusés à des peines de deux à quatre années. Un appel est interjeté devant la Cour suprême en 1997, mais celle-ci se déclare incompétente pour juger l'appel d'une cour militaire. De nouveau saisie en août 2012, le Cour refuse toujours de se prononcer sur cette affaire, au motif que les accusés ont terminé de purger leur peine,.